# Desene pe asfalt
Desene pe asfalt este un film românesc din 1989 regizat de Elisabeta Bostan. Rolurile principale au fost interpretate de actorii Mădălina Marinescu, Maria Ploae, Dinu Manolache.

## Distribuție
Distribuția filmului este alcătuită din:
- Maria Ploae — Mama
- Mădălina Marinescu — Dana
- Dodi Caian-Rusu — O bunică
- Dinu Manolache — Tatăl
- Lucia Maier — Bunica
- Ion Lemnaru — Gore

## Primire
Filmul a fost vizionat de 1.768 de spectatori în cinematografele din România, după cum atestă o situație a numărului de spectatori înregistrat de filmele românești de la data premierei și până la data de 31 decembrie 2014 alcătuită de Centrul Național al Cinematografiei.